# Jan Štefela
Jan Štefela (Krnov, 20 aprile 2001) è un altista ceco.

## Biografia
Nel 2021 partecipa al su primo campionato internazionale, gli europei under 23 di Tallinn, conquistando la medaglia d'oro nel salto in alto. L'anno successivo, sempre nel salto in alto, si classifica settimo ai campionati europei di Monaco di Baviera, mentre nel 2023 è quinto ai campionati europei under 23 di Espoo.
Nel 2024, dopo essersi classificato quinto nel salto in alto ai campionati europei indoor di Glasgow e ai campionati europei di Roma, prende parte ai Giochi olimpici di Parigi, dove ottiene la nona posizione in classifica.
Nel 2025 conquista la medaglia d'argento nel salto in alto ai campionati europei indoor di Apeldoorn, mentre ai campionati mondiali indoor di Nanchino si ferma al nono posto.

## Progressione

### Salto in alto
| Stagione | Misura    | Luogo       | Data      | Rank. Mond. |
| -------- | --------- | ----------- | --------- | ----------- |
| 2025     | 2,30 m(i) | Třinec      | 5-2-2025  |             |
| 2024     | 2,30 m(i) | Třinec      | 7-2-2024  |             |
| 2024     | 2,30 m    | Zlín        | 30-6-2024 |             |
| 2023     | 2,22 m    | Huizingen   | 12-8-2023 |             |
| 2022     | 2,24 m(i) | Hustopeče   | 5-2-2022  |             |
| 2021     | 2,20 m    | Tallinn     | 11-7-2021 |             |
| 2020     | 2,16 m    | Karpacz     | 20-9-2020 |             |
| 2019     | 2,10 m    | Kolin       | 15-9-2019 |             |
| 2018     | 2,06 m    | Ostrava     | 1-9-2018  |             |
| 2018     | 2,06 m    | Kladno      | 28-7-2018 |             |
| 2017     | 2,02 m    | Kolin       | 17-9-2017 |             |
| 2016     | 1,80 m    | Schifflange | 31-7-2016 |             |

## Palmarès
| Anno | Manifestazione     | Sede      | Evento        | Risultato | Prestazione | Note |
| ---- | ------------------ | --------- | ------------- | --------- | ----------- | ---- |
| 2021 | Europei under 23   | Tallinn   | Salto in alto | Oro       | 2,20 m      |      |
| 2022 | Europei            | Monaco    | Salto in alto | 7º        | 2,18 m      |      |
| 2023 | Europei under 23   | Espoo     | Salto in alto | 5º        | 2,15 m      |      |
| 2024 | Mondiali indoor    | Glasgow   | Salto in alto | 5º        | 2,24 m      |      |
| 2024 | Campionati europei | Roma      | Salto in alto | 5º        | 2,26 m      |      |
| 2024 | Giochi olimpici    | Parigi    | Salto in alto | 9º        | 2,22 m      |      |
| 2025 | Europei indoor     | Apeldoorn | Salto in alto | Argento   | 2,29 m      |      |
| 2025 | Mondiali indoor    | Nanchino  | Salto in alto | 9º        | 2,14 m      |      |

## Campionati nazionali
- 3 volte campione ceco assoluto del salto in alto (2022, 2023, 2024)
- 1 volta campione ceco assoluto del salto in alto indoor (2023)
- 2 volte campione ceco under 23 del salto in alto (2021, 2022)
- 2 volte campione ceco under 20 del salto in alto (2019, 2020)
- 1 volta campione ceco under 18 del salto in alto (2017)
- 1 volta campione ceco under 18 del salto in alto indoor (2018)

2017
- 13º ai campionati cechi assoluti, salto in alto - 1,92 m
- Oro ai campionati cechi under 18, salto in alto - 2,02 m

2018
- 11º ai campionati cechi assoluti indoor, salto in alto - 1,91 m
- Oro ai campionati cechi under 18 indoor, salto in alto - 2,03 m
- Bronzo ai campionati cechi under 18, salto in alto - 2,02 m
- 4º ai campionati cechi assoluti, salto in alto - 2,06 m
- Argento ai campionati cechi under 23, salto in alto - 2,06 m

2019
- Oro ai campionati cechi under 20, salto in alto - 2,09 m
- 7º ai campionati cechi assoluti, salto in alto - 1,98 m

2020
- Argento ai campionati cechi under 20 indoor, salto in alto - 2,07 m
- 8º ai campionati cechi assoluti indoor, salto in alto - 1,98 m
- Argento ai campionati cechi assoluti, salto in alto - 2,10 m
- Oro ai campionati cechi under 20, salto in alto - 2,11 m

2021
- Argento ai campionati cechi assoluti indoor, salto in alto - 2,13 m
- 4º ai campionati cechi assoluti, salto in alto - 2,12 m
- Oro ai campionati cechi under 23, salto in alto - 2,09 m

2022
- Argento ai campionati cechi assoluti indoor, salto in alto - 2,13 m
- Oro ai campionati cechi assoluti, salto in alto - 2,20 m
- Oro ai campionati cechi under 23, salto in alto - 2,11 m

2023
- Oro ai campionati cechi assoluti indoor, salto in alto - 2,19 m
- Bronzo ai campionati cechi under 23, salto in alto - 2,05 m
- Oro ai campionati cechi assoluti, salto in alto - 2,21 m

2024
- Oro ai campionati cechi assoluti, salto in alto - 2,30 m

## Altre competizioni internazionali
2024
- 7º all'Herculis ( Monaco), salto in alto - 2,16 m
- 4º al London Athletics Meet ( Londra), salto in alto - 2,22 m
- 11º al Kamila Skolimowska Memorial ( Chorzów), salto in alto - 2,14 m
- 6º al Golden Gala Pietro Mennea ( Roma), salto in alto - 2,20 m

2025
- Oro ai Campionati europei a squadre di atletica leggera ( Madrid), salto in alto - 2,33 m
- Argento all'Herculis ( Monaco), salto in alto - 2,32 m